# 獸迷

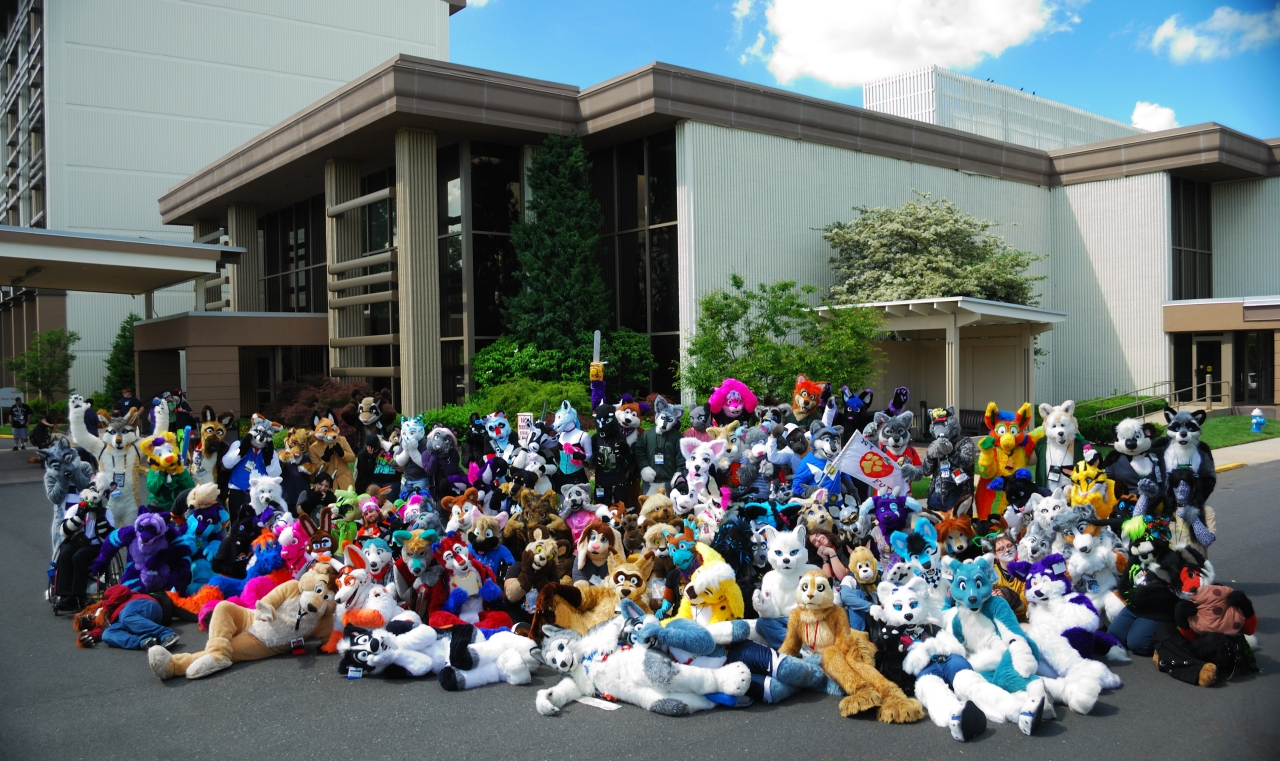
參加獸迷聚會的人

獸迷（英語：Furry fandom）又稱「獸控」、「福瑞控」、「福瑞」，是指喜好擬人化虛構動物角色的次文化群體，這些擬人化動物的特徵常包括有人類智慧、有面部表情、有聽說能力、雙足行走、穿著衣物等。另外，獸迷一詞也可用於指稱在網路或聚會活動上集結的群體，時至今日已經成為一種粉絲文化的表現。
福瑞们对兽的喜好范围极广，可分为“兽人爱好者”、“动物爱好者”、甚至“兽装爱好者”等种类，兽迷的具体表现大多显现在文学与绘画创作上，其中又以绘画居多。
在中国，福瑞文化收到来自日本、欧美等地区的影响，逐渐形成了多种风格的furry。furry之间的绘画风格、世界观体系等也存在不同的表现。

## 歷史
獸迷的狂熱起源於1970年代的地下漫畫運動，這是一種描繪露骨內容的漫畫書類型。1976年，一對漫畫家創建了業餘新聞協會Vootie，致力於以動物為中心的藝術。它的許多特色作品都包含成人主題，例如“貓舞者奧馬哈”，其中包含露骨的性行為。
根據同人圈歷史學家 Fred Patten 的說法，獸迷的概念起源於1980年美國波士頓舉行的第二屆世界科幻大會。早在1983年，獸迷一詞就已在同人雜誌中被使用，並在1990年代中期成為該亞文化的標準名稱，當時它被定義為“有組織地欣賞和傳播有關獸迷的藝術和散文，或虛構的哺乳動物擬人角色”。然而，獸迷們認為獸迷群體的起源要早得多，1965年發行的《白獅金巴》等虛構作品，1972年出版的理查德·亞當斯的小說 Watership Down 和1978年的電影改編，以及迪士尼的《羅賓漢》作為經常被引用的例子。1990年代的“有趣的動物角色”的愛好者和獸迷割席，旨在避免與“獸迷”一詞相關的包袱。
在1980年代，獸迷開始出版同人雜誌，形成了一個多元化的社交群體，到1989年舉辦了第一次獸迷的大會，該大會在加利福尼亞州科斯塔梅薩的布里斯托爾廣場假日酒店舉行。在接下來的十年裡，互聯網開始進入普通大眾的生活，並成為獸迷最流行的社交方式，互聯網的虛擬環境也成為獸迷互相交流的熱門場所。

### 中国兽迷的历史
2000年前后，中国的拟人化动物形象网站几乎为狮子王迷所架设的网站，其后，台湾兽迷试图将狮迷与兽迷分开，于是一个主题为 “兽圈”文化创作交流的WebRing（网站同盟）——野性疆界同盟于2004年成立。
2003年12月3日百度贴吧兽人吧成立。
野性疆界于2006年9月并入另一个 “兽圈”文化交流网站——狼之乐园。
狼之乐园于2004年10月11日开站运营，至今仍处于运营状态，但是已经禁止新会员注册。
由于运营期间论坛站主、板块设置的变更和快速崛起的社交媒体平台的侵占，狼之乐园用户的活跃度已然大幅下降。此后，国内又陆续出现了龙兽城、鳞目界域、野性城邦、龙兽帝国等“兽圈”文化相关论坛。
近年来，社交媒体平台的发展也为“兽迷”之间的沟通交流提供了更加便利 的纽带作用，“兽圈”亚文化获得了脱离固有传播范围，向其他群体释放影响力，“兽圈”由此进一步发展壮大。
2016年迪士尼电影《疯狂动物城》的热映，将其推向大众视野，吸引大量年轻群体入圈。片中动物角色的拟人化设定与兽迷追求的“自我投射”高度契合，成为国内兽圈发展的关键节点。
2017-2018年，国内首个兽迷线下聚会“饭兽会”举办，随后“极兽聚”“兽夏祭”等兽展相继诞生。这些活动通过出毛、兽装展示、原创作品交流等形式，强化了社群凝聚力。
福瑞文化已成为一股不可或缺的亚文化力量，B站甚至形成联动频繁的福瑞区UP主社群。海外福瑞展会如TFF（Texas Furry Fiesta）和JmoF（Japan Meeting of Furries）都在如火如荼地展开，国内相关展会如极兽聚（Super Furry Fusion）、冬兽聚（Winter Furry Fusion）等也定期举行。国内兽展规模扩大，2024年“兽夏祭”参展人数突破5000人参展。2025年夏季暑期展会累计达43个，各类大小兽聚蓬勃发展，从中足以窥见福瑞圈规模越来越大。
无数新鲜血液受到“兽圈”文化吸引，涌入以B站、微博等为主的社交软件，以论坛、贴吧为主的早期“兽圈”文化汇集地在此冲击下迎来了不可避免的衰落。“兽迷”们以“安置户”“流浪儿”自嘲，随后逐渐整体流向了以QQ为代表的陌生人群组。2018年后，随着短视频的发展，现已形成以B站等视频平台和QQ为主的交流社群。
目前中国仍然缺乏一个能够承载体量日渐庞大的“兽圈”文化的独立专用平台，以此支持“兽迷” 自由地交流互动。在不同界面、不同平台之间的跳转和传递构成了“兽迷”日常 交流互动的社交图景。

## 靈感
寓言小說，包括科幻小說和奇幻作品，以及以擬人化動物為特色的卡通片，通常認為是獸迷圈最早的靈感來源。2007年進行的一項調查表明，與非獸迷的對照組相比，自認為是獸迷的對照組中，有較高比例的人在孩童時期“非常喜歡”卡通片，並且回憶看它們的頻率也明顯更高。與社區以外的人相比更有可能喜歡科幻作品。

## 活動
根據2008年的一項調查，大多數獸迷認為視覺藝術、習俗、文學和在線社區對粉絲文化非常重要。獸迷以男性為主，調查報告稱約80%的受訪者為男性。

### 工藝
具有工藝技能的粉絲創造了他們自己的毛絨玩具，並且還製作了稱為獸装的Cosplay服裝，穿著這些服裝是為了娛樂或參加遊行、化妝舞會、舞蹈或籌款慈善活動（作為藝人）。獸装的設計範圍從具有簡單結構和類似運動吉祥物的設計到具有更複雜功能的設計，包括活動顎機構、動畫部件以及其他功能。獸装的價格從500美元（用於類似吉祥物的設計）到1000 美元（用於包含電子動畫的模型）不等。雖然大約80%的獸迷沒有全套獸裝，他們經常將其昂貴的成本作為決定性因素，他們中的大多數人對獸迷和他們參加的聚會持積極態度。一些粉絲也可能穿著“部分”套裝，僅由耳朵和尾巴或頭部、爪子和尾巴組成。

### 角色扮演
由毛茸茸的粉絲創造的擬人化動物角色，稱為“獸設”，用於MUD、網路論壇或電子郵件列表中的角色扮演。各種物種被用作這些角色的基礎，儘管許多獸迷（例如2007年調查的超過60%的人）選擇將自己定位為食肉動物。

### 聚會

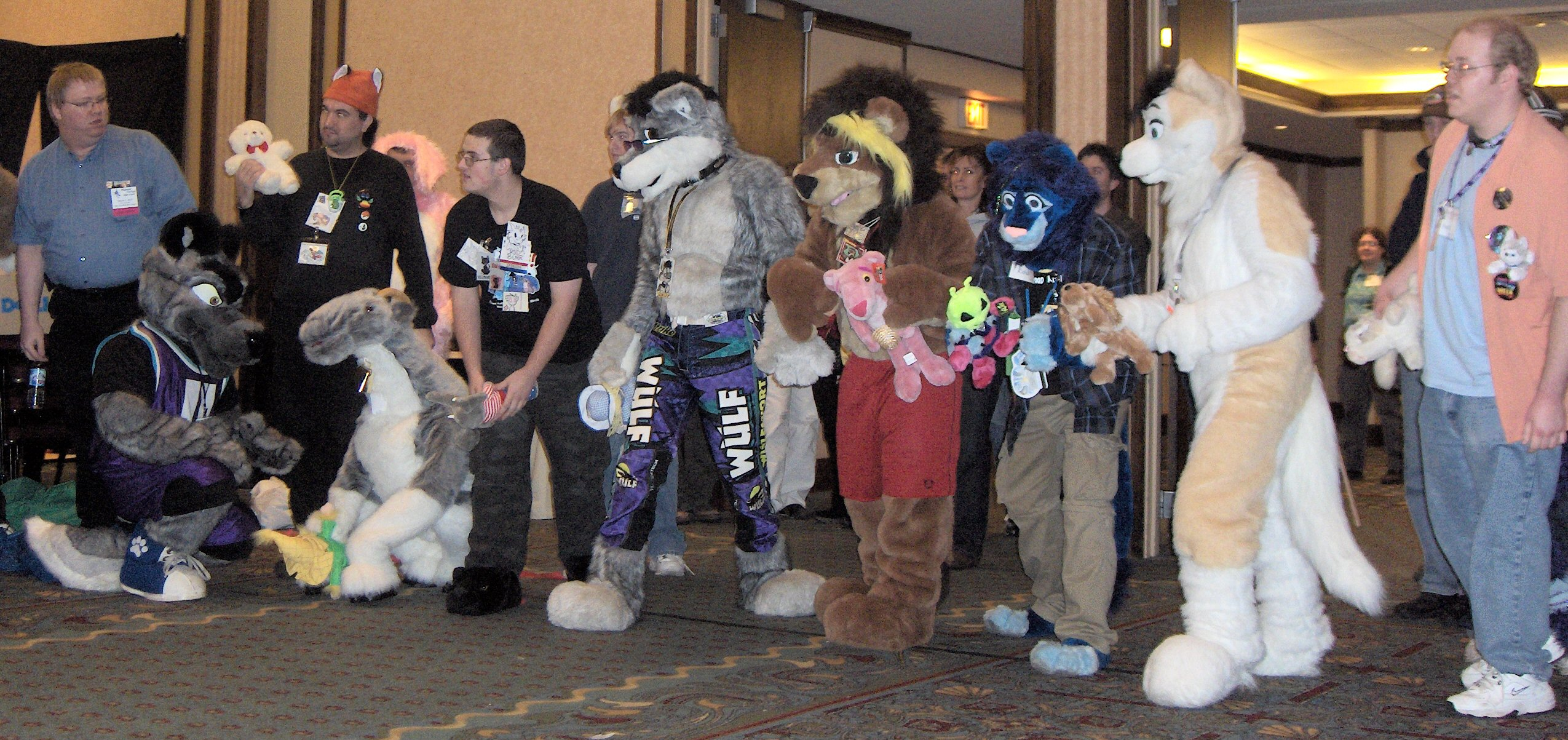
獸迷在Midwest FurFest 2006準備賽跑

兽迷们在世界各地創建了許多獸迷聚會（简称为：兽聚）。獸聚可以讓獸迷們聚在一起買賣兽文化藝術品，參加工作坊，穿戴兽裝和参与社交活動。

### 網站和在線社區
互聯網中有大量獸迷網站和在線社區，例如藝術社區網站FurAffinity、Inkbunny、SoFurry和Weasyl；社交網站Furry 4 Life和FurNation和一個協作的獸迷維基WikiFur。
有幾部以動物角色為主題的網絡漫畫，都是由獸迷或為其創作。其中一部漫畫T.H.E. Fox於1986年首次在CompuServe上出版，比萬維網早幾年，另一部由Bill Holbrook創作的Kevin and Kell同時獲得了網絡漫畫家選擇獎和大熊座獎（Ursa Major Award）。

## 性方面
同性戀和雙性戀在獸迷中的比例比其他人高出大約10倍。根據四項不同的調查，14-25%的獸迷是同性戀，37-52%是雙性戀，28-51%是異性戀和3-8%的其他形式的替代性關係。大約一半的受訪者報告說他們有戀愛關係，其中76%的人與另一位獸迷有戀愛關係。獸迷的狂熱中性方面的例子包括色情藝術和以獸人為主題的網絡性愛。術語“yiff”有時用於表示同人圈內的性活動或性材料——這適用於亞文化內的性活動和互動，無論是在線上還是線下。
對獸迷的角色的性吸引力是一個兩極分化的問題。在一項針對4,300名獸迷受訪者的調查中，37%的人回答說性吸引力在他們的獸迷活動中很重要，38%的人持矛盾態度，24%的人回答說這與他們的獸迷活動幾乎沒有關係。在較早的一項在線調查中，33%的獸迷受訪者回答說他們“對獸迷有濃厚的性興趣”，另有46%表示他們“對獸迷有輕微的性興趣”，其餘21%表示他們有“對獸迷的非性興趣”。該調查特別避免了面向成人的網站，以防止偏見。
在2013年的一次獸迷大會上的另一項調查發現，96.3%的男性獸迷受訪者表示觀看獸人色情內容，而女性的這一比例為78.3%；男性估計他們看到的所有的獸人藝術品中有50.9%是色情的，而女性則為 30.7%。與非色情藝術品相比，調查的受訪者略微偏愛色情的獸人藝術品。17.1%的男性報告說，當他們觀看色情內容時，他們完全是或幾乎完全是獸人的色情內容，只有大約5%的男性表示色情是讓他們成為粉絲的首要因素。
2008年進行的一項匿名調查發現，17%的受訪獸迷被認定為動物愛好者。1997年至1998年進行的一項較早的調查報告稱，大約2%的獸迷受訪者表示有戀獸癖傾向，不到1%的對毛絨玩具有性慾。有人提出，較老、較低的結果，甚至低於一般人群的估計值，是由於面對面詢問受訪者的方法，這可能導致了社會期望偏差。

## 公眾認知與媒體報導
《連線》、Loaded、《名利場》等雜誌早期對獸迷的描述主要集中在性方面。對獸迷的虛構描寫出現在電視節目中，如《辛普森一家》、《仁心仁術》、《CSI犯罪現場》、《德鲁·凯里秀》、MTV上的Sex2K、《我家也有大明星》、《1000种死法》、Tosh.0、Check It Out! with Dr. Steve Brule和《超級製作人》。大多數獸迷聲稱這些媒體描述是誤解，而最近的報導重點則側重於揭穿與獸迷相關的神話和刻板印象。一位參加Anthrocon 2006的記者指出，“儘管《名利場》、MTV和《CSI》給他們留下了狂野的形象，但獸迷聚會不是關於穿著狐狸服裝的怪人之間的變態性行為”，聚會參加者“並不比我們更有性趣”，而獸迷聚會是關於“人們交流和在素描本上画动物和漫画人物”。2007年10月，由於媒體限制，Hartford Advocate的一名記者臥底參加了FurFright 2007。她了解到這些限制是為了防止錯誤信息，並報導她所預料的醜聞行為並不明顯。最近對獸迷的報導比較平衡。據Ian Wolf所說，2009年BBC的一篇題為“Who are the furries?”的文章是第一部獲得大熊座獎提名的新聞報導，這是擬人化領域的主要獎項。
密爾瓦基釀酒人隊的廣播員吉姆·鮑威爾在聚會前一天與Anthrocon 2007的與會者同住一家酒店，並報導了對獸迷的負面評價。匹茲堡市中心的幾家企業在活動期間歡迎獸迷，當地企業主在商店外製作特殊的T卹，並在商店外用粉筆劃出爪印以吸引與會者。Anthrocon的首席執行官薩繆爾·康威博士說：“在大多數情況下，人們給我們好奇的目光，但他們是善意的好奇目光。我們在這裡玩得開心，人們在這裡玩得開心，每個人都贏了”。在溫哥華一家臨時安置一些敘利亞難民的酒店裡舉行的獸迷聚會之後，產生了積極的報導。儘管工作人員有一些擔憂和警告稱，如果這兩個群體互動可能會產生嚴重的負面文化衝突，但難民兒童總體上很高興見到參加聚會的人，尤其是那些穿著獸裝的人，他們看起來像卡通人物一樣。
根據獸迷的調查，大約一半的獸迷認為公眾對粉絲的反應是負面的；不到五分之一的人表示，公眾對他們的反應比他們對大多數獸迷的反應更消極。獸迷相信他們將被描繪成“主要痴迷於性”，這導致了媒體和社會研究人員的不信任。
此外，獸迷已經發展成為一個重要的群體，到2016年，電影公司華特迪士尼工作室電影將他們的動畫片《動物方城市》預發行給粉絲，以鼓勵對這部電影的興趣，事實證明該片取得了重大批評和商業成功。

## 社會學方面

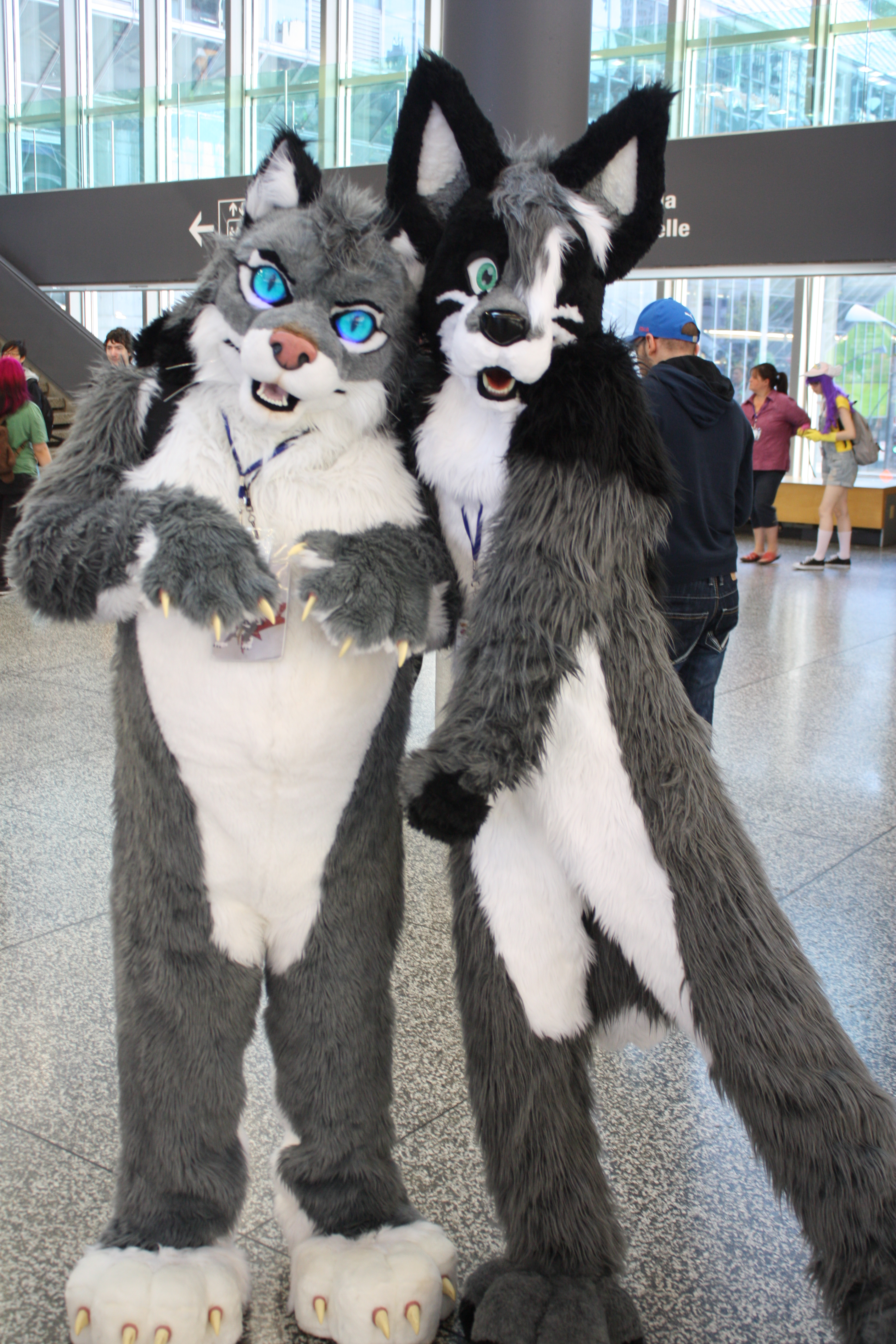
某些獸迷会制作并穿上代表自己動物角色的服飾

國際擬人研究項目 (IARP) 是一個由來自不同學科的社會學家組成的團隊，以Plante、Reysen、Roberts和Gerbasi為主，一直在透過各種不同的方法量化收集獸迷的數據。他們2016年將多項經過同行評審和自行發表的研究報告收集成冊出版。他們的調查結果是，成年獸迷的平均年齡在23到27歲之間，超過75%的獸迷報告年齡在25歲或以下，88%的成年獸迷年齡在30歲以下。由於職業道德原因未成年人沒有包括在研究中，但IARP估計20%的人未滿18歲。:4–778-85%的獸迷是男性，其餘的則是女性；雖然大多數是順性別者，但有2%是跨性別者。:1083-90%的獸迷自認為是白人，少數獸迷自認為是亞裔 (2-4%)、黑人 (2-3%) 和西班牙裔 (3%)。:7–1021%的獸迷認為自己是馬迷，44%的人認為自己是動漫迷，11%的人認為自己是運動迷。:32-33獸迷作為一個群體，與普通美國人或其他類似的粉絲群體（如動漫迷）相比，在政治上更加自由，宗教信仰更少，:18同時仍然包含有爭議的團體，例如新納粹分子和另類右翼活動家，他們的隸屬關係部分是開玩笑的，部分是認真的。在宗教偏好方面，23.5%的獸迷自認為是基督徒，16.8%是無神論者，16.8%是不可知論者，11.0%是異教徒/威卡教，2.4%是佛教徒，1.2%是猶太人，1.1%是自然神論者，0.9%為撒旦教徒，26.2%為“其他”（包括“有自己的信仰體系、猶豫不決、拒絕回答或擁有不尋常信仰體系的參與者”）。:16大約70%的成年獸迷已經完成或正在完成高等教育。:12
在獸迷愛好者中，最普遍的行為之一是創造獸設——一種擬人化的動物代表或化身。超過95%的獸迷都有獸設。近一半的獸迷報告說他們只有一隻獸迷來代表自己；相對較少的獸迷有超過三或四個獸設；部分原因是對於許多獸迷來說，他們的獸設是他們理想自我的個人重要、有意義的代表。最受歡迎的毛皮動物包括狼、狐狸、犬、大型貓科動物和龍。數據表明，人格特徵與不同的獸設物種之間通常沒有關聯。:50–74然而，與身份相比，當以日常身份思考自己時，獸迷報告了不同程度的人格特徵。:129–133一些獸迷認為自己一部分非人類：35%的人說他們不覺得自己是100%的人類（與非獸迷的7%相比），39%的人說如果可以的話，他們會成為0%的人類（與非獸迷的10%相比）。:78
包容性和歸屬感是獸迷圈的核心主題：與動漫或奇幻運動等其他粉絲團的成員相比，獸迷更有可能認同他們粉絲社區的其他成員。平均而言，一個獸迷的朋友有一半自己也是獸迷:123–133在全球意識（對世界的了解和與世界上其他人的聯繫）、全球公民身份認同（與全球公民的心理聯繫）和環境可持續性方面，獸迷對自己的評價更高。:18
在獸迷圈裏定義現實世界裡一個人的基本要素都屬次要，獸迷圈子被形容為“人均社恐”，獸圈是“社恐人待著最舒服的地方”，因為他們的社交面孔是他們為自己創造出來的設定而不是他們本體，用虛擬的身份社交可以談論難以啟齒的事情而不用擔心遭到指責。